# 眞鍋嘉一郎
- 真鍋嘉一郎（新字体による表記）
- 眞鍋嘉一郞（正字体による表記）
- 眞鍋嘉一郎（新･正両自体の不規則な混用表記）

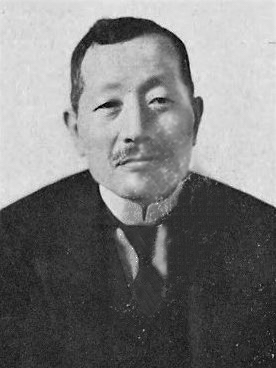
真鍋嘉一郎

真鍋 嘉一郎（まなべ かいちろう、正字体：眞鍋 嘉一郞、1878年（明治11年）8月8日 - 1941年（昭和16年）12月29日）は、明治後期から昭和初期の医学者、日本における物理療法（理学療法）、レントゲン学、温泉療法の先駆者。東京帝国大学教授。日本内科学会会頭、日本医学放射線学会初代会長を歴任。X線に「レントゲン」の名を初めて使用し日本に定着させたことでも知られ、医聖（いせい）と呼ばれた。族籍は東京府士族。

## 来歴
愛媛県新居郡大町村（現・西条市大町）に生まれる。真鍋虎吉の長男。1882年（明治15年）、家督を相続した。
西条高等小学校、愛媛県尋常中学校（現・松山東高）に学ぶ。中学の教員に夏目漱石、同級生に松根東洋城がいた。1896年（明治29年）中学卒業、第一高等学校（現東京大学教養学部）進学。
1900年（明治33年）、東京帝国大学医科大学（現・東京大学医学部）に入学、青山胤通教授のもとで内科学を専攻、ベルツらの薫陶を受ける。1904年（明治37年）卒業。この頃福島県の飯坂温泉や兵庫県の城崎温泉の放射能を測定し、飯坂温泉で日本ではじめてラジウム泉の存在を確認、「飯坂」の名を有名にする。
1907年（明治40年）、帝大医科大学助手となり、翌年東京帝大医科大学院に入学。1911年（明治44年）から3年間ドイツに留学して物理療法（理学療法）を研究。この頃野口英世の知遇を得る。帰国後東京帝大医科大学講師となる。
1915年（大正4年）、青山の伝染病研究所の技師となり、3年後には新設の物理療法研究所主任となって、内科治療にエックス線・ラジウム鉱泉・電気治療などを導入した。
真鍋は学生時代、長与又郎や島薗順次郎をしのぐ秀才といわれながら、その妥協を許さない直情径行な性格から不遇をもって鳴る大家と言われた。その真鍋も、1926年（大正15年）に青山内科を稲田龍吉が継ぐと、自らは内科物理療法学講座（物療内科、通称「真鍋教室」）を開設し、十年講師がついに教授となった。それでも頑固教授として知られ、「わしの論文を審査できる教授は帝大にはおらん」と博士論文を一切出さず、東大教授でありながら博士号を持たない初例となった。学位より臨床に重きを置く真鍋のもとを、多くの著名人が患者として診察に訪れた。大正天皇・浜口雄幸・夏目漱石などの主治医を務めたのも真鍋である。物療内科はそうした幅広い人脈と有力な資金源とに支えられ発展していった。
晩年は癌を病み、帝大病院に入院する身となったが、妹と弟子の一人に毎日浅草寺に参らせ勤行を聴聞させた。ふたりが参拝する2時間は不思議と痛みを感じることがなかったという。1941年（昭和16年）死去、満63歳。

## 人物
5歳で父を亡くし家計は苦しかったが、小学校より大学卒業まで一貫して首席で、特待生として勉学を続けることができた。
真鍋は大正から戦前昭和期の成功者によく見られる、努力に絶対的価値を置いた人物だった。とりわけ「努力量」というものにこだわり、「人一度（ひとたび）すば、我十度（じったび）す。人十度すば我百度（ひゃくたび）す」という『中庸』からの引用を座右の銘としていた。

## 家族・親族
真鍋家
東京市麹町区富士見町
- 父・虎吉[1]
- 妻・教 (東京、弘田長の長女)

1885年 -
- 長男・良一（京都大学文学部卒、独逸大使館三等書記官、東海大学教授) [1]

1907年 -
- 同妻・モト（愛知、鈴置倉次郎の養女）

1914年 -
- 二男・二郎（東北大学理学部卒、東北振興会社員）[1]

1909年 - 1999年
- 同妻・良子 (東京、田中治之助の長女）

1919年 -
- 三男・洋三（東京地下鉄道会社員）[1]

1911年 -
- 同妻（福島、武藤才壽の長女）

1917年 -
- 男・恭四郎（南洋振興会社員）[1]

1915年 -
- 男[1]

1922年 -
- 長女[1]

1918年 -
- 女[1]

1920年 -
- 女[1]

1923年 -

## 逸話
夏目漱石
真鍋の中学時代には、新任の教師に意地の悪い質問をぶつけてその器量を確かめることが流行っていた。当時から秀才の呼び声高かった真鍋はそうした生徒の先頭に立って難問を投げかけ、新任教師を教壇の上で立ち往生させてしまうこともままあった。級長をしていた5年生のとき、夏目金之助という新任の英語教師が来るというので、真鍋はイーストレーキ・柵橋一郎訳のウェブスター英和辞書を徹夜で引いて十分に予習をしておき、翌日の英語の時間に備えた。授業が始まり夏目が悠々と教材の講義を始めると、はたして夏目の訳に辞書の訳とは異なるところがあった。しめたとばかり真鍋はいきなり手を挙げ「先生違います」と叫んだ。「何が違うか」とおもむろに本から目を上げて真鍋の方を見る夏目に、真鍋がすかさず「先生の訳にはウェブスター英和辞書の訳と違っているところがあります。それも二箇所もあるのです」と鬼の首を取ったようにあびせかける。ところが夏目はこともなげに「ああそうか、それは一つは辞書の誤植、一つは明らかに著者の誤解だ。二つとも僕の云ったように直しておけ」と言ったまま、またすらすらと講義を続けた。真鍋は「本に書いてあることは何一つ間違っていないとばかり信じていた。然るに、ここにその辞書を直して置けという先生が出て来た。これは大した先生だとすっかり参ってしまった」という。
また、漱石の英語教授法は構文や文法を精細に追求していくもので、真鍋は「此の語学研究法は、私が独逸語をやり仏語を学ぶ際にも応用して、大に為めになった。（中略）私はこれを以て一生研学の方針としている。啻に語学のみではない。すべてに細く頭を用いる夏目式は、私の医学にまで感化を及ぼしている」という。
真鍋が日本医学放射線学会の会長になった頃、漱石からの願いで真鍋はその主治医となっている。夏目鏡子の『漱石の思ひ出』によると、晩年胃潰瘍を悪化させ動くこともままならなくなった漱石は、「真鍋さんを呼んでくれ、真鍋さんは悪くなった時来て診て貰う約束があるんだから」と往診を依頼、医療・学会・講義と多忙な日々を送っていた真鍋はそんな漱石に毎日時間を割いて夏目邸に往診した。鏡子は「傍の見る目にも実に一生懸命なもので、御自分の身が細る程尽して下さいました」と述懐、真鍋の表情ひとつで夫の容体が手に取るようにわかるためその顔を見るのがむしろ怖ろしい位だったという。真鍋はこの鏡子とともに漱石の最期を看取っている。
浜口雄幸
1930年（昭和5年）11月14日、東京駅頭にて浜口雄幸首相が銃撃されると、主治医として治療にあたったのは真鍋だった。容態は「おならが出るか否かが生死の分かれ目」。狙撃から3日後の未明、泊まり込んで浜口を見守っていた真鍋と家族の前で首相が待望の一発、病室では「万歳！ 万歳！ おなら万歳！」と歓喜の声が挙がり、新聞各紙も大々的に報じた。これを祝して真鍋は「秋の夜や天下に響く屁一つ」と詠んでいる。しかし本人が無理を押して政界復帰を急いだこともあり、翌年浜口は亡くなってしまう。